# KLFM
KLFM je radijska postaja iz Splita. 

## Povijest

### Prije KLFM-a
Smatraju se sljednikom Radio KL-a, osnovanog 12. siječnja 1996. godine kao radijska postaja za područje grada Splita. Imao je dosta glazbenog sadržaja te noćnu kontakt emisiju. Funkcionirao je kao radio zajednice (community radio). Počeo je kao Radio KL, pa je u ime unio ime pokrovitelja te se zvao Radio KL-Eurodom. Postaja je u punom sastavu proslavila 15. obljetnicu. Spiritus movens postaje je Rade Čikeš Medan, poznati voditelj i glazbenik s Radio Splita 1980-ih u emisiji Trta-mrta i glazbenik u Pravoj kotki. Istaknuta imena u postoji bila su Arsen Košta, Blaž Limić, Damir Duplančić (emisija Izgubljena generacija), Vedran Limić i dr. Urednik programa bio je Ante Franjkić. Godine 2012. došlo je do promjena. Polovica bivših glazbenih suradnika Radio KL-Eurodoma osnovalo je radijsku postaju KLFM. Radio KL je potkraj 2012. promijenio ime u Jadranski radio, a siječnja 2013. godine Radio KL-Eurodom je promijenio vlasničku strukturu i preimenovan je u Jadranski radio. U programu su se našli glazbeni brojevi koji su bili sušta suprotnost dotadašnje glazbene politike.

### Od osnutka KLFM-a
Danas se izravnim sljednikom Radio KL-a smatra radijska postaja KLFM. KLFM je najavio da će nastaviti kao još razuzdanija i otvorenija izvedenica matičnog im radija KL-Eurodom. Polovicom 2012. KLFM postao je službeno pravna osoba, odnosno udruga koju čine osnivači, desetak ljudi od kojih su polovica bivši glazbeni suradnici radija KL. Srpnja 2012. je bio registriran. Prolazili su razne registracije i natječaje u borbi za klasičan FM signal, pa im je u tom razdoblju glavni izvor zvuka bio super hi-fi streaming na adresi klfm.org.